# Богданово (Шелопугінський район)
Богда́ново (рос. Богданово) — село у складі Шелопугінського району Забайкальського краю, Росія. Входить до складу Мироновського сільського поселення.

## Населення
Населення — 22 особи (2010; 39 у 2002).
Національний склад (станом на 2002 рік):
- росіяни — 100 %